# Ekscizija pilonidalne ciste i zatvaranje rane asimetričnim šavom
Ekscizija pilonidalne ciste i zatvaranje rane asimetričnim šavom je hirurški postupak zasnovan na raznim hirurškim tehnikama kojima je zajedničko to da je rez zaobljen i bočno postavljen sa jedne strane, odnosno ne ide po sredini kao u tehnici sa medijanim ili središnjim šavom. Rez je obično oblika slova  D , S  ili po tipu Z-plastika.

## Tehnika reza u obliku slova „D”
Ova tehnika koja je poznata i pod nazivom tehniku po Bascomu i Karydakisu, izvodi se tako što se pacijent prvo uvede u opštu ili spinalnu anestezijiu. Rez, koji je dugačak 7-8 cm, širok 3-4 cm izvodi se u obliku slova „D” s „trbuhom” na jednu stranu. 
Širokom ekscizijom odstranjuje se obolelo tkivo ciste i okolno zdravo tkivo. Potom se celo to polje dobro ispere hidrogen peroksidom, potom izvrši hemostaza i uklanjanje celokupne tečnosti. Sledi postavljanje drena u šupljinu ciste, a rana zatvori spajanjem krajeva šavovima, koji se  stavljaju  po slojevima (fascija, podkožno tkivo, dermis i koža).
Nakon 3. postoperativni dan, skida se zavoj i vrši kontrola rane, a uklanjaje neresorptivni šavova vrši se od 12. do 14. postoperativnog dana.

## Prognoza
Po rezultatima studija hirurška tehnika u obliku slova „D” pokazuje statistički značajnu manju učestalost pojave recidiva u odnosu na medijani šav (9% nasuprot 22% p=0,0001) u prvih 12 meseci praćenja.

## Spoljašnje veze
|  | Molimo Vas, obratite pažnju na važno upozorenje u vezi sa temama iz oblasti medicine (zdravlja). |